# Troll (automoción)
El Troll fue un automóvil fabricado por Tro Plastik & Bilindustri de Lunde, Noruega, desde 1956 a 1958. Fue el primer intento de producir automóviles en Noruega, pero solo fueron construidos cinco coches. El nombre proviene del trol, un gigante mítico del folclore escandinavo.
Con carrocería en plástico reforzado con vidrio, el coche fue un deportivo ligero.